# Take Me Home: The John Denver Story
Take Me Home: The John Denver Story är en amerikansk TV-film från 2000, regisserad av Jerry London. Filmen är baserad på en sann historia och handlar om countrystjärnan John Denver, vars självbiografiska bok ligger till grund för filmen.

## Handling
John Denver drömmer om att bli en berömd musiker en dag, trots att hans pappa vill att han ska bli pilot precis som han själv. Men John tänker inte ge upp sin dröm, och han hankar sig fram som sångare i olika band - dock utan större framgång. 
En dag bestämmer sig Denver att sluta sjunga i band för att ensam framföra sin egen musik, och då börjar framgångarna strömma in och snart är han en levande legend. Men populariteten har sitt pris.

## Om filmen
Trots att filmen är baserad på en bok som John Denver själv skrivit om sitt liv, så innehåller filmen många faktafel. I en scen som utspelar sig år 1972 så står Denver på scen och framför låten Country Roads tillsammans med sitt kompband. I filmen spelar basisten på en elektrisk bas, men i verkligheten började Denver använda elektrisk bas först under början av 1980-talet. Under 70-talet använde han en akustisk bas.

## Soundtrack
I filmen får man höra många av John Denvers största hits, exempelvis Thank God I’m A Country Boy, Country Roads, Annie’s Song och Rocky Mountain High. Det är originalinspelningar med John Denver.

## Rollista (i urval)
- Chad Lowe – John Denver
- Kristin Davis – Annie Denver
- Brian Markinson – Hal Thau
- Susan Hogan – Irma
- Reg Tupper – MC